# Christina Perri
Christina Judith Perri (Philadelphia, 19 augustus 1986) is een Amerikaans singer-songwriter.
In 2010 werd ze daar bekend toen haar nummer Jar of Hearts in de televisieshow So You Think You Can Dance werd opgevoerd.
In 2011 werd ze met datzelfde nummer ook wereldwijd bekend.
In mei dat jaar werd Jar of Hearts ook opgevoerd in de televisieserie Glee.

## Biografie
Perri groeide op nabij de stad Philadelphia in het noordoosten van de Verenigde Staten met haar oudere broer Nick.
Als zestienjarige leerde ze gitaar spelen van een video-opname.
In 2004 studeerde ze af.
Op haar 21ste verjaardag verhuisde ze naar Los Angeles om muziekvideo's te gaan maken.
Nog dat jaar huwde ze, maar 18 maanden later scheidde ze alweer en eind 2009 keerde ze terug naar haar thuisstad.
In die periode schreef ze het nummer Jar of Hearts, waarmee ze bekend zou worden.
Ze keerde terug naar Los Angeles en werkte daar als serveerster terwijl ze opnames bleef maken.
Nadat Jar of Hearts op 30 juni 2010 werd opgevoerd in So You Think You Can Dance begon het vlot te verkopen en kwam het binnen in de hitlijsten.
Binnen één maand tijd werd het meer dan 100.000 keer verkocht.
Bekend geworden, mocht Perri haar nummer zelf brengen op televisie, waaronder een keer in het programma So You Think You Can Dance.
Op 21 juli tekende ze ook een platencontract bij Atlantic Records.
Op 9 november 2010 bracht Perri in de Verenigde Staten een EP met vijf nummers, waaronder Jar of Hearts, uit met de titel The Ocean Way Sessions.
Op 10 mei 2011 volgde haar debuutalbum Lovestrong met twaalf — vijftien op de deluxe editie — nummers. Joe Chicarelli verzorgde samen met voormalig Evanescence-lid David Hodges de productie. Voor de film "Twilight: Breaking Dawn" zong ze de soundtrack "A Thousand Years"

## Discografie

### Albums
| Album met eventuele hitnotering(en) in de Nederlandse Album Top 100 | Datum van verschijnen | Datum van binnenkomst | Hoogste positie | Aantal weken | Opmerkingen |
| ------------------------------------------------------------------- | --------------------- | --------------------- | --------------- | ------------ | ----------- |
| The ocean way sessions                                              | 09-11-2010            | -                     |                 |              | EP          |
| Lovestrong                                                          | 10-05-2011            | -                     |                 |              |             |
| A very merry perri Christmas                                        | 16-10-2012            | -                     |                 |              |             |
| Head or Heart                                                       | 01-04-2014            | 05-04-2014            | 44              | 1*           |             |

### Singles
| Single met eventuele hitnotering(en) in de Nederlandse Top 40 | Datum van verschijnen | Datum van binnenkomst | Hoogste positie | Aantal weken | Opmerkingen                                   |
| ------------------------------------------------------------- | --------------------- | --------------------- | --------------- | ------------ | --------------------------------------------- |
| Jar of hearts                                                 | 27-07-2010            | -                     |                 |              | Nr. 52 in de Single Top 100                   |
| A thousand years part 2                                       | 13-11-2012            | -                     |                 |              | met Steve Kazee / Nr. 80 in de Single Top 100 |

| Single met hitnotering(en) in de Vlaamse Ultratop 50 | Datum van verschijnen | Datum van binnenkomst | Hoogste positie | Aantal weken | Opmerkingen |
| ---------------------------------------------------- | --------------------- | --------------------- | --------------- | ------------ | ----------- |
| Jar of hearts                                        | 2011                  | 25-06-2011            | tip28           | -            |             |
| A thousand years                                     | 2011                  | 19-11-2011            | tip44           | -            |             |

- Bibsys: 14018110
- Bibliothèque nationale de France: cb16639646s (data)
- Gemeinsame Normdatei: 102072997X
- International Standard Name Identifier: 0000 0001 2004 1895
- Library of Congress Control Number: no2011079566
- MusicBrainz: 38d363c7-fdcb-4308-9474-a0d14ab8d9b7
- Nationale Bibliotheek van Tsjechië: xx0148560
- Virtual International Authority File: 171090262
- WorldCat: E39PBJtGXGybDqcvjyRdBMmDbd